# Ny Babylon
Ny Babylon (russisk: Новый Вавилон) er en sovjetisk film fra 1929 af Grigorij Kozintsev og Leonid Trauberg.

## Medvirkende
- Arnold Arnold
- Sergej Gerasimov som Loutro
- David Gutman
- Oleg Zjakov
- Janina Zjejmo som Teresa